# Rose bleue
 (mai 2021).

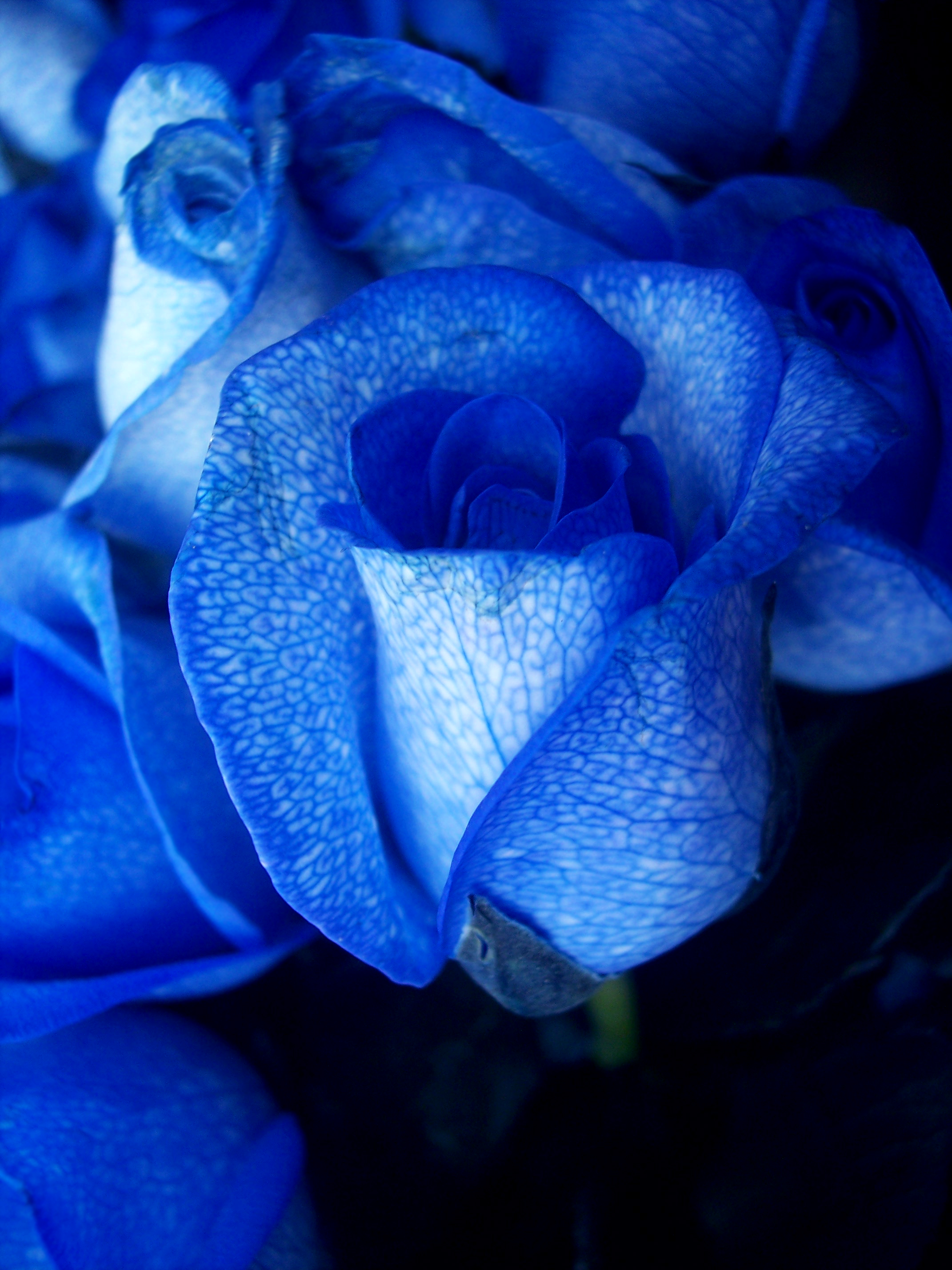
Rose bleue créée artificiellement en colorant une rose blanche.

Une rose bleue est une fleur du genre Rosa qui se caractérise par une pigmentation bleue. Ce type de rosier n'existe pas à l'état naturel, puisque les rosiers ne produisent pas la delphinidine, pigment naturel permettant une coloration bleue. Celle-ci se retrouve chez les hortensias ou les delphiniums. 
Les roses bleues peuvent être obtenues :
- par teinture de roses blanches ;
- par hybridation ;
- par ingénierie génétique, en introduisant, par exemple, de l'ADN de pensée sauvage (Viola tricolor) codant la delphinidine dans une rose.

## Historique
Traditionnellement, ces roses bleues ne pouvaient être obtenues que par la teinture de roses blanches. Des tentatives ont parfois été produites par des méthodes d'hybridation, mais les fleurs obtenues, comme 'Blue Moon', ont une couleur plus proche du lilas que du bleu.
En 2004, après 13 ans de recherches conjointes, les sociétés Florigene (Australie) et Suntory (Japon) ont créé la première vraie rose bleue en recourant à l'ingénierie génétique,. La séquence d’ADN de la pensée Viola tricolor hortensis codant la delphinidine, pigment bleu, a été introduite dans un rosier à fleurs mauve parme, 'Cardinal de Richelieu' (cultivar de Rosa gallica obtenu en Belgique en 1840 par Parmentier), ce qui a permis la production de pigment bleu. Cependant, comme le pigment cyanidine était encore présent, la couleur de la rose tirait plus sur le bordeaux foncé que sur un réel bleu. Des recherches ultérieures sur ce rosier, faisant appel à la technologie de l'ARN interférent pour réduire la production de cyanidine, ont produit une fleur d'un violet très foncé, avec seulement quelques traces de cyanidine.
Seules certaines variétés de roses peuvent avoir des tons bleutés : Indigoletta, Blue Girl, Pacific Dream, Charles de Gaulle, Suntory Blue Rose, Veilchenblau, et Rhapsody in Blue.

## Symbolique
Traditionnellement, la rose bleue évoque le mystère, l'atteinte de l'impossible, la patience, l'espoir éternel ou la pureté d'un amour qui semble impossible. Elle serait capable d'apporter la jeunesse à celui qui la détient ou de réaliser ses vœux. Ce symbolisme dérive des significations de la rose dans le langage des fleurs courant à l'époque victorienne.
Dans la mythologie slave, on peut voir réaliser ses vœux en offrant une rose bleue à Baba Yaga.
La « Rose bleue » était aussi le nom d'un mouvement artistique symboliste, influencé par l'impressionnisme, dans l'Empire russe au début du XXe siècle.

## Arts graphiques
- Si vous ne connaissez pas le sujet, laissez ce bandeau (vous pouvez alors contacter les auteurs).
- Si vous supprimez le contenu mis en cause (vous pouvez préalablement contacter les auteurs),

argumentez précisément cette suppression dans la page de discussion
(un manque de référence n'est pas un argument ; une recherche réelle de référence doit avoir été effectuée, être formellement documentée).

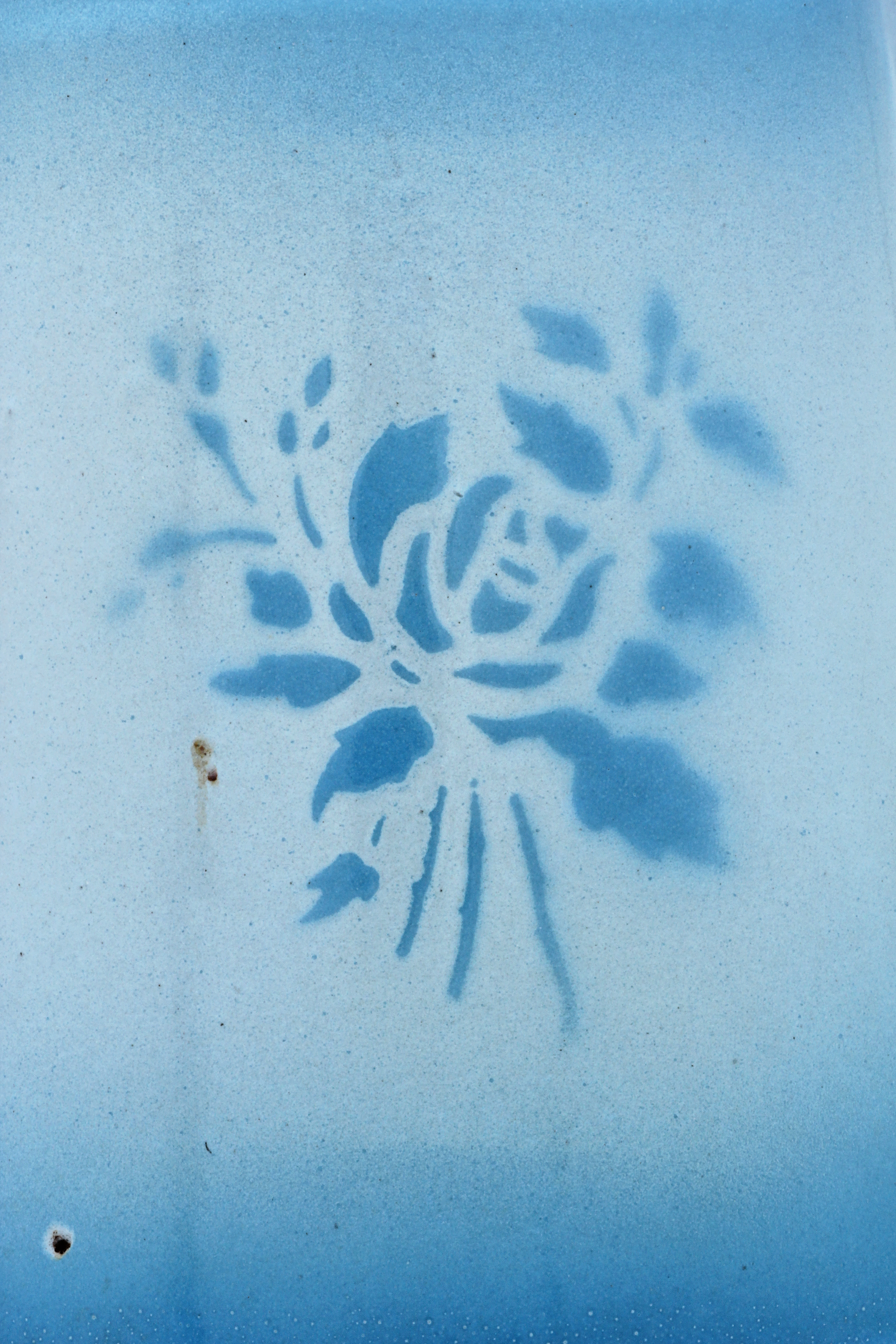
Rose bleue au pochoir sur un pot à lait en tôle émaillée.

La rose bleue paraît avoir exercé une fascination particulière sur les concepteurs de tissus imprimés ; à certaines époques, par exemple dans les années 1970, la rose bleue a de loin surpassé les roses aux couleurs plus naturelles comme motif de dessin populaire.
Depuis 1970, la rose bleue a figuré principalement sur les draps et taies d'oreillers, la lingerie, les flanelles de coton imprimées, les nappes imprimées, les foulards, les mouchoirs, les motifs de tapisserie à l'aiguille, les emballages et le papier hygiénique imprimé.
Les roses bleues ornent aussi nombre de céramiques imprimées, et cela, depuis que l'impression bleu vernissé devint un mode de décoration courant dans les années 1700.
À la fin des années 1960, la société britannique Wedgwood a produit une gamme de porcelaine tendre décorée de roses bleues, décor baptisé « Ice Rose ».

## Dans la fiction

### Le Rosier bleu: un conte populaire russe
Le Rosier bleu (en russe : Синій розанъ) est le titre d'un conte populaire russe recueilli par Ivan Khoudiakov dans le Gouvernement de Nijni Novgorod et publié dans le 3e volume de ses Contes grand-russes (1862). Le rosier bleu, qui se trouve au fond d'un lac, recèle la mort de la magicienne ; Ivan-tsarévitch parviendra à l'arracher, provoquant la mort de l'être maléfique.

### Le Trône de feretGame of Thrones
Dans la saga littéraire Le Trône de Fer (A Song of Ice and Fire en VO), les roses bleues sont régulièrement évoquées. Une dizaine d'années avant le début des romans, le prince Rhaegar Targaryen (qui est déjà marié à Elia Martell), après avoir gagné un tournoi à Harrenhal, nomme -à la surprise générale- à la place de sa femme qui est présente, Lyanna Stark reine d'amour et de beauté, qui était alors fiancée à Robert Baratheon, et lui offre une couronne de roses bleues d'hiver. Cette scène est évoquée dans la saison 5 de Game of Thrones, la série adaptée des romans.
Peu de temps après, Rhaegar et Lyanna disparaissent. Officiellement, Rhaegar aurait kidnappé la jeune fille. Cette action est un des éléments déclencheurs de la rébellion qui mettra Robert sur le Trône de Fer. Lyanna meurt, dans des circonstances mystérieuses, dans les bras de son frère Ned Stark, meilleur ami de Robert, et Rhaegar est tué par ce dernier.
Dans la saison 4 de Game of Thrones le personnage de Daario offre à Daenerys Targaryen (la sœur de Rhaegar) une rose bleue. Dans le tome I, Ned Stark repense à sa sœur Lyanna et évoque ces fameuses roses bleues. Dans le tome II du Trône de Fer, Daenerys à l'hôtel des Nonmourants a des visions de faits, d'actions futures et passées, puis aperçoit une rose bleue sur un mur de glace. Ces roses bleues sont un indice sur la relation des personnages de Rhaegar et de Lyanna, de même que sur la véritable identité du bâtard Jon Snow, dont le père est officiellement Ned Stark.

### Twin Peaks
Dans Twin Peaks: Fire Walk With Me (1992) et Twin Peaks: The Return (2017) de David Lynch, la rose bleue est évoquée en lien avec des enquêtes du F.B.I. portant sur des cas surnaturels, associée aux forces maléfiques abritées par la « Loge noire ».

### Magical DoReMi
Dans l’animé japonais Magical DoReMi, des roses bleues peuvent être aperçues dans l’épisode 1 de la saison 2. C’est également la fleur de laquelle naît le personnage Flora (Hana en VO).

### Le mystère de la rose bleue
Titre d'un roman pour enfants écrit par Pierre Debor, dans lequel un jeune garçon doit résoudre une énigme à la suite de la découverte d'un paquet contenant des roses d'une couleur étrange.

### The Order
Dans la série The Order sur Netflix, des roses bleues peuvent être aperçues dès l’épisode 1. L'histoire tourne autour de l'ordre de la rose bleue, une société secrète légendaire...

## En politique
Marine Le Pen adopte une rose bleue comme logo pour sa campagne présidentielle de 2016-2017 : elle justifie ce choix « parce qu'elle est d'abord un symbole de féminité » et parce qu'elle symbolise le fait de « rendre possible l'impossible », sans contester qu'il s'agit également d'un croisement entre un « symbole de la gauche » (la rose) et la « couleur de la droite » (le bleu), illustrant « le rassemblement de tous les Français » auquel elle affirme aspirer. Pour la journaliste Titiou Lecoq, il s'agit également d'une allusion chrétienne, à travers la rose et la couleur bleue (traditionnellement associée à la Vierge Marie), mais également à Jeanne d'Arc à travers la forme de la tige de la rose qui évoque une épée. Zvonimir Novak, spécialiste de l’imagerie des supports politiques, et l'historien Nicolas Lebourg soulignent que la couleur est ambiguë et tend aussi vers le violet : pour le premier, « ce logo peut aussi faire penser au Bleuet de France qui est un symbole patriotique, la fleur de 14-18 ».

## Dans la musique
La chanteuse japonaise Ado a comme symbole une rose bleue, symbole qu'elle dit avoir choisi après avoir appris que son sens dans le langage des fleurs japonais étant auparavant "Impossible" avait évolué vers "Les rêves se réalisent" lorsque la première véritable rose bleue fut créée au Japon.